# اوکوپه، هوکایدو
اوکوپه، هوکایدو (به لاتین: Okoppe, Hokkaido) یک منطقهٔ مسکونی در ژاپن است که در Okhotsk Subprefecture واقع شده‌است. اوکوپه  ۴٬۵۴۵ نفر جمعیت دارد.